# ファニー・エルスラー

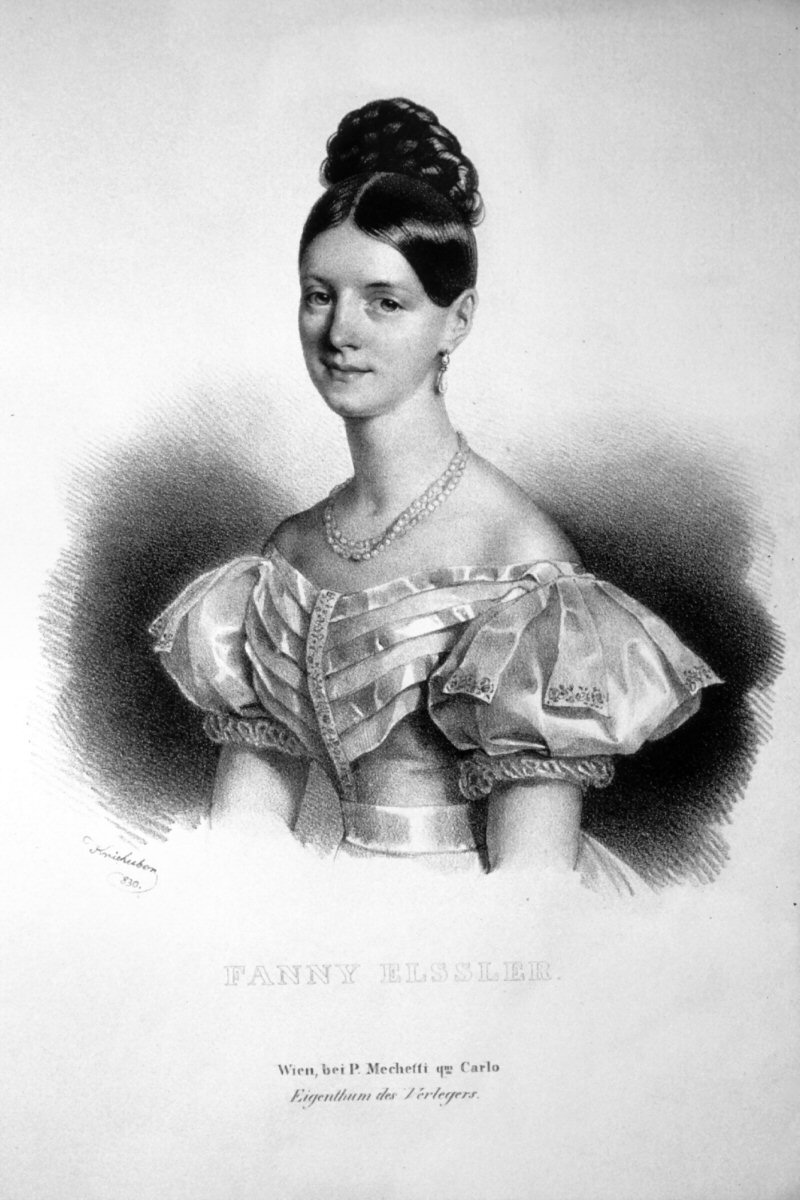
ファニー・エルスラー

ファニー・エルスラー（Fanny Elssler, 1810年6月23日 - 1884年11月27日）は、オーストリアのバレエダンサーである。本名はフランツィスカ（Franziska）。同時代のバレエダンサー、マリー・タリオーニの空中的な踊りに対し、跳躍に重点をおかない、地上的な踊り手であった。

## プロフィール
ウィーンに生まれる。2歳年上の姉テレジアとともにバレエを習い、ジャン・オーメールに学んだ。7歳でデビュー。1824年、イタリアの興行師に伴われてイタリアに渡り、ミラノやサラ・カルロ座で学ぶ。1827年に帰国。その後、ベルリンとロンドンで踊って成功し、1834年にはパリのオペラ座でデビューを果たした。
1836年、コラリ振付の「びっこの悪魔」の主役を踊って大評判になり、ことに作中のスペイン舞踊カチューチャは、彼女の代名詞となるほどの大成功であった。
その後、テレジアとともにアメリカに渡り、2年間滞在した。アメリカ滞在中も舞台に立ち、ヴァン・ビューレン大統領の息子ジョンが彼女のそばにいたため、話題となった。
ヨーロッパへ戻ると、ベルリン、ロンドン、ブダペスト、ミラノで公演をおこなった。1848年から3年間、ロシアに滞在し、サンクトペテルブルクとモスクワで踊った。
1851年6月、ウィーンで引退興行をし、その後はウィーンで静かな余生を送った。